# Robert Bramkamp
Robert Bramkamp (* 15. Mai 1961 in Münster) ist ein deutscher Regisseur und Drehbuchautor.

## Leben
Robert Bramkamp wurde 1961 in Münster geboren. Von 1981 bis 1988 absolvierte er ein Germanistikstudium an der dortigen Westfälischen Wilhelms-Universität, parallel dazu von 1983 bis 1988 ein Filmstudium an der Kunstakademie Münster. 1988 wurde er Meisterschüler von Lutz Mommartz. Seit 1988 arbeitet er regelmäßig mit der bildenden Künstlerin Susanne Weirich zusammen, mit der er seit 2002 verheiratet ist.

### Regisseur und Drehbuchautor
Bramkamps erster abendfüllender Spielfilm war Gelbe Sorte, der für Das kleine Fernsehspiel produziert wurde. Anne Frederiksen sprach in Die Zeit von einem Film „außerhalb jeder Kategorie: Agrarpolitik als Filmexperiment“. Rembert Hüser bemerkte in einem Interview mit Cristina Nord für die taz: „Gelbe Sorte ist ein Landwirtschaftsfilm, bei dem es um die Nichtproduktion von Überschüssen geht und darum, dass die Bauern eigentlich gar nicht mehr das produzieren müssen, wofür sie EU-Subventionen kriegen. Der Film handelt von der Simulation von Produktion – und das schon in den Achtzigerjahren! Der war seiner Zeit weit voraus.“
Von 1989 bis 1990 produzierte Robert Bramkamp das mit Martin Hagemann zusammen entwickelte Kulturmagazin der Filmwerkstätten und Filmhäuser Nordrhein-Westfalens Einer, Keiner, 100.000 für Kanal 4 bei Sat. 1 / RTL. Hier durfte auch „Abseitiges, Exotisches und vielleicht gar nicht zur Veröffentlichung bestimmtes“ seinen Platz finden, was Peter Lau von der taz so kommentierte: „Nichts ist wahr außer dem Sendetermin.“
Die Eroberung der Mitte, Bramkamps zweiter Spielfilm, feierte 1995 auf dem Filmfestival Max Ophüls Preis seine Uraufführung und wurde auf der Berlinale gezeigt. Laut Alexander Kluge „geht es [in Die Eroberung der Mitte] um wirkliche Tumore, Falschdiagnosen und allgemeine Hysterie. Zielgruppen des Witzes von Robert Bramkamp sind die Seelenärzte und Therapeuten: Sklaventreiber der Seele.“
Vor allem mit seinen folgenden Filmen Prüfstand 7 (der Motive von Die Enden der Parabel von Thomas Pynchon bearbeitet) und Der Bootgott vom Seesportclub hat sich Bramkamp als Regisseur unkonventionell experimenteller Filme einen Namen gemacht. Letzterer imaginierte, was passieren würde, „wenn der sumerische Seefahrergott Enki in der ostdeutschen Nachwende-Realität auftauchte und seinen Schöpfungsakt wiederholte, in dessen Verlauf er die Menschen mit 100 Fähigkeiten, den so genannten Me, ausstattete.“ Den 100 Me wurde schließlich in einem Internet-Erzählprojekt eine Plattform geboten, an der jeder mitwirken konnte. Annett Busch formulierte es im Buch Kino und Geld so: „Statt dem Filmbild in seiner kadrierten Beschränkung zu vertrauen, treibt Bramkamp den Grad von Komplexität weiter und dehnt die Erzählebenen aus auf die Struktur und Möglichkeiten anderer Medien, wie Internet.“
2013 hatte Bramkamps dreijähriges Kunstprojekt, die Kinofilmproduktion Art Girls auf den Hofer Filmtagen seine Uraufführung. Die internationale Premiere folgte auf dem Internationalen Filmfestival Moskau. Der von Susanne Weirich mitproduzierte Film, in dem auch zahlreiche ihrer Kunstwerke zu sehen sind, wurde von Georg Seeßlen in Zeit Online als „cineastischer Versuch, Kunst Wirklichkeit werden zu lassen.“ bezeichnet. Begleitend zum Kinofilm entwickelte Bramkamp einen Online-Kurs für kreatives Filmemachen (IFM Innovative Filme Machen) für die Plattform Iversity und die HFBK im Rahmen der Hamburg Open Online University. Für die Fernsehausstrahlung auf Arte (Sendereihe La Lucarne) entstand der 70-minütige doku-fiktionale TV-Film Neue Natur – Art Girls intern, eine Mockumentary.
Michael Girke vom Filmdienst schrieb zu Bramkamps Filmen: „Sucht man nach filmgeschichtlichen Ahnherren Bramkamps, so muss neben Jean-Luc Godard auch Alexander Kluge genannt werden. Diesen Filmemachern gemeinsam ist, dass sie alle klassische Dramaturgie mit Wandlung des Helden und Einfühlung auf Seiten des Zuschauers abzuschütteln versuchen. Denn die herkömmliche Kinoästhetik bedeutet: mehr Aktion und weniger kritische Reflexion. Was eine freie, dichterische Erkundung des Menschen und der Welt verhindert, im Namen der Unterhaltung den Konventionen und Ideologien zuarbeitet.“ Auch Olaf Möller fand: „Ambivalenzen muss man erdulden, Verwicklungen wie Widersprüche lieben, wenn man sich mit Bramkamp beschäftigt.“ „Nie schreiben diese Filme etwas vor“, fasste Georg Seeßlen die komplexen Erzählwelten Bramkamps zusammen: „immer lassen sie mehr Möglichkeiten des Sehens und Bewertens zu, als man verbrauchen kann.“
Von 1998 bis 2006 war Robert Bramkamp Dozent für Spielfilmregie an der Hochschule für Film und Fernsehen Potsdam-Babelsberg, seit 2008 ist er Professor an der Hochschule für bildende Künste in Hamburg.
Filmpolitisch trat Bramkamp unter anderem mit dem Eröffnungsvortrag Abschied vom Retrorealismus auf dem Kongress der Kommunalen Kinos 2010 in Hamburg in Erscheinung. Im Interview mit dem Filmkritiker Frédéric Jaeger äußerte er sich zur „Phantasiephobie in der TV- und Förderlandschaft.“ Im Rahmen seiner Lehre realisierte er von 2015 bis 2017 gemeinsam mit seinen Studenten den Kollektivfilm Dazu den Satan zwingen: „Zu Wort kommen zahlreiche Filmschaffende, die sich gegen die Sachzwänge und Routinen der deutschen Kino- und Fernsehproduktion wenden, die alle Formen experimenteller Bewegtbildkultur in ein Nischendasein zwingen möchte.“ (Akademie der Künste)
Im März 2019 gestalteten Bramkamp und Weirich zusammen mit Georg Seeßlen an den Goethe-Instituten China und Seoul die Veranstaltungsreihe „Science Fiction zwischen Ideen und Träumen“, in deren Rahmen auch Art Girls und Prüfstand 7 gezeigt wurden.
In den Jahren 2020 bis 2023 entstand in Ko-Regie mit Susanne Weirich der dokufiktionale Film Die Ausstattung der Welt.

## Filme
- 1983: Stand By (Kurzfilm)
- 1984: Katarina bewegt sich (Halblanger Spielfilm)
- 1985: The Man Who Was Cary Grant (Kurzfilm)
- 1985–1987: Gelbe Sorte (Spielfilm), ZDF Kleines Fernsehspiel
- 1987: Der Himmel der Helden (Kurzfilm), Spezialpreis des WDR 1988, Publikumspreis Kurzfilmfest Hamburg
- 1989: Der Mann am Fenster (Kurzfilm), 1. Preis Festival International du Film d’Architecture et d’Urbanisme Lausanne
- 1989–1990: Einer Keiner 100 000, Kanal 4, experimentelles TV-Magazin, vier Folgen à 30 Minuten
- 1992: Beckerbillett (Kurzfilm), 2. Preis DokumentART 1993
- 1993: Cut a Long Story Short (Kurzfilm)
- 1995: Die Eroberung der Mitte (Kino-Spielfilm), mit Peter Lohmeyer, Karina Fallenstein
- 1996: XXO (Actionserie), Objektiv-Film/RTL, mit Kirsten Ellerbrake, Stoffentwicklung
- 2001: Prüfstand 7, mit Inga Busch, Peter Lohmeyer, Matthias Fuchs, (Kino-Essayfilm), Nominierung Grimme-Preis Spezial
- 2006: Der Bootgott vom Seesportclub (Kino-Dokufiktion), ZDF/Arte, Kulturstiftung des Bundes
- 2013: Art Girls (Spielfilm), mit Inga Busch, Peter Lohmeyer, Megan Gay, Saralisa Volm
- 2015: Neue Natur (TV-Dokufiktion), mit Inga Busch, Peter Lohmeyer, Christian Steyer, Megan Gay
- 2017: Dazu den Satan zwingen (HFBK-Kollektivfilm), mit Dietrich Kuhlbrodt und 87 kollektiven Erzählern. Premiere: Akademie der Künste Berlin, Filmfest Hamburg, Lichter Filmfest Frankfurt
- 2023: Die Ausstattung der Welt (Kino-Dokufiktion)

## Veröffentlichungen
- Topografie der Wirklichkeit. Zur Wirklichkeitsdarstellung in Arno Schmidts Kurzroman „Aus dem Leben eines Fauns“, In: Text und Kritik 20/20a. Arno Schmidt, München 1986.
- Eine Hexe, die eine Menge Energie verbraucht. Gespräch mit Jean-Marie Straub und Danièle Huillet, In: Klaus Volkmer, Patrick Primavesi, Klaus Kalchschmid (Hrsg.) Schönberg. Blonda. Huillet. Straub. Von heute auf morgen, Berlin 1997.
- One of the ancient drugs. Alexander Kluges viele Medien In: Rembert Hüser (Hrsg.) We are family – Remix 98, Literaturwissenschaft und Wissenschaftsforschung, Hrsg. Jörg Schönert, Stuttgart 2001. ISBN 978-3-476-01751-2
- Robert Bramkamp, Olga Fedianina (Hrsg.): Prüfstand 7 – Das Buch zum Film und andere Forschung zum Geist der Rakete, Fantôme Verlag, Berlin 2002, ISBN 978-3-940999-10-8
- A Veil Between Pictures, In: John Krafft (Hrsg.) Pynchon Notes 50-51, Spring-Fall 2002, Baltimore 2004.
- Für ein realkomplexes Raketenmuseum, In: Tristan Weddigen, Anette Tietenberg (Hrsg.) Kritische Berichte Heft 3, Jahrgang 37, Marburg 2009, S. 44–52
- Kollektives Erzählen – deeskaliert!, In: Hans-Jörg Kapp, Friedrich Weltziehn (Hrsg.) Widerspenstiges Design. Gestalterische Praxis und gesellschaftliche Verantwortung, Reimer Verlag, Berlin 2017, ISBN 978-3-496-01583-3
- Nils Plath, Robert Bramkamp, Doppelbelichtungen, oder: Hinter jeder Hecke eine Computerprogramm. In: Magazin der Kulturstiftung des Bundes Nr. 31, Halle 2018
- Robert Bramkamp: Die Eroberung der Mitte In: Christian Fürst, Marcus Seibert (Hrsg.): Achtung, Achtung, hier spricht das Filmbüro! 2022, ISBN 978-3-910298-01-9, S. 80–81